# Демографічна безпека
Демографі́чна безпе́ка — складова частина національної безпеки, стан захищеності держави, суспільства та ринку праці від демографічних загроз, при якому забезпечується розвиток з урахуванням сукупності збалансованих демографічних інтересів держави, суспільства й особистості відповідно до конституційних прав громадян України.
Демографічна безпека - такий стан демографічних процесів, яке достатньо для відтворення населення без істотного впливу зовнішнього фактора і забезпечення людськими ресурсами геополітичних інтересів держави. 
Демографічна безпека - це функціонування і розвиток популяції як такої в її віково-статевих та етнічних параметрах, співвіднесення її з національними інтересами держави, які перебувають у забезпеченні його цілісності, незалежності, суверенітету і збереженні існуючого геополітичного статусу. 
Внутрішня сторона безпеки пов'язана з такими визначеннями, як виживання, обезлюднення, виродження, вимирання, самозбереження, самодостатнє відтворення, демографічний розвиток, демографічна криза, демографічна політика, депопуляція і т.д. Головна загроза тут - можливе вимирання внаслідок затяжної і глибокої депопуляції, у визначення якої входять лише характеристики природного руху населення: народжуваність і смертність. Замісна міграція, коли природний спад компенсується імміграцією, веде не до збереження популяції, а до її зміни з усіма етно-культурними та соціальними наслідками.
У цьому випадку через певний час змінюється етнічне та генетичне обличчя країни.
Приклади країн, для яких на початку XXI ст. існує демографічна небезпека: Україна, Росія. 